# Stazione di Palermo San Lorenzo
La stazione di Palermo San Lorenzo è una stazione ferroviaria posta sulla linea Palermo-Trapani. Serve il quartiere palermitano di San Lorenzo.

## Storia
La stazione disponeva in origine di 3 binari in superficie. Ricostruita nell'ambito dei lavori del passante ferroviario di Palermo, venne riaperta il 7 ottobre 2018 in trincea scoperta e a doppio binario, contemporaneamente alla riapertura della tratta da Palermo Notarbartolo a Carini della ferrovia Palermo-Trapani.

## Strutture e impianti
La stazione, posta alla progressiva chilometrica 5+650 fra le fermate Palermo Francia e Palermo La Malfa, si presenta in trincea scoperta, con due binari serviti da marciapiedi lunghi 125 m. Presenta in galleria due comunicazioni che permettono il passaggio da un binario all'altro della linea.